# Cantó de Josselin
El cantó de Josselin (bretó Kanton Josilin) és una divisió administrativa francesa situat al departament d'Ar Mor-Bihan a la regió de Bretanya.

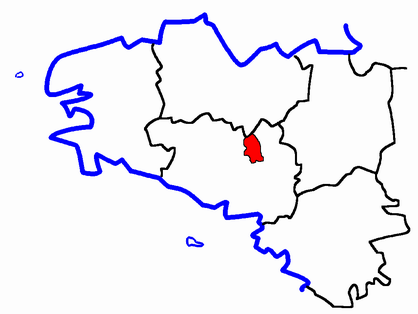
Situació del cantó

## Composició
El cantó aplega 11 comunes :
| Nom francès           | Nom bretó              | Població | km²    | Codi Postal | Codi INSEE |
| Cruguel               | Krugell                | 595      | 17,17  | 56420       | 56051      |
| Guégon                | Gwegon                 | 2.395    | 53,52  | 56120       | 56070      |
| Guillac               | Gilieg                 | 1.092    | 21,83  | 56800       | 56079      |
| Helléan               | Helean                 | 306      | 7,87   | 56120       | 56082      |
| Josselin              | Josilin                | 2.419    | 4,48   | 56120       | 56091      |
| La Croix-Helléan      | Ar Groez Helean        | 636      | 14,40  | 56120       | 56050      |
| La Grée-Saint-Laurent | Ar C'hrav-Sant-Laorans | 271      | 7,90   | 56120       | 56068      |
| Lanouée               | Lannoez                | 1.644    | 43,76  | 56120       | 56102      |
| Les Forges            | Ar Govelioù            | 479      | 52,53  | 56120       | 56059      |
| Quily                 | Killi                  | 239      | 5,39   | 56800       | 56187      |
| Saint-Servant         | Sant-Servant-an-Oud    | 810      | 22,40  | 56120       | 56236      |
| Kanton                | Josilin                | 10.886   | 251,25 | -           | 5615       |

## Evolució demogràfica
| 1962   | 1968   | 1975   | 1982   | 1990   | 1999   |
| ------ | ------ | ------ | ------ | ------ | ------ |
| 11.801 | 11.397 | 11.335 | 11.220 | 10.828 | 10.886 |

## Història
| Data d'elecció                           | Identitat         | Partit        | Qualitat |
| ---------------------------------------- | ----------------- | ------------- | -------- |
| 1982-1998                                | Josselin de Rohan | RPR           |          |
| 2004-                                    | Joseph Samson     | Divers droite |          |
| les dades anteriors no són pas conegudes |                   |               |          |
|                                          |                   |               |          |